# 魔界からの招待状
『魔界からの招待状』（まかいからのしょうたいじょう、原題: Tales from the Crypt）は、1972年のイギリスのホラー映画。本作は全5章から構成されたアンソロジー映画であり、いずれもテイルズ・フロム・クリプトをはじめとするECコミックの出版物を原作としている。フレディ・フランシスが監督を務めた本作は、アミカス・プロダクションによって制作され、シェパートン・スタジオで撮影された。
1972年3月8日にニューヨークで世界初公開され、翌日には北米全土で劇場公開された。日本ではVHSがワーナー・ホーム・ビデオから発売された。
本作の一部のチャプターはテレビドラマ『ハリウッド・ナイトメア』にリメイクされた。

## ストーリー
プロローグ
5人の男女が修道院の地下墓地に迷い込み、墓守と会う。墓守は5人に幻視をみせる。

第1話「And All Through The House」
クリスマスイブ、主婦のジョアン・クレイトンは、保険金目当てで夫を殺す。彼女が遺体の処理をしていたところ、ラジオからサンタクロースの格好をした殺人鬼が逃走中というニュースが入る。その矢先、娘が本物のサンタクロースと勘違いして家に迎え入れてしまう。

第2話「Reflection of Death」
妻子持ちのカール・メイトランドは愛人スーザンと駆け落ちしようとした矢先、事故に遭う。家を目指していたところ、道行く人々がカールの顔を見て逃げ出す。

第3話「Poetic Justice」
高級住宅街に住む金持ちのエリオットとジェームズ親子は、近所の貧乏人グリムスダイクを追い出すために嫌がらせをしたところ、その本人が自殺する。

第4話「Wish You Were Here」
悪徳商人ラルフ・ジェイソンが破産しそうになる中、妻のイニッドは旅先で買った仏像に祈る。破産が回避されるかと思った矢先、ラルフが事故死する。自らの願いを仏像がかなえたと判断した彼女は、夫を生き返らせてほしいと仏像に願う。

第5話「Blind Alleys」
元軍人のロジャース少佐が視覚障害者専用の老人ホームの所長に就任する。
自らの贅沢のために経費を削る彼の姿勢に入居者は不満を覚え、ついに死者が出る。カーターら入居者たちは復讐を実行する。

エピローグ
5つの幻視の後、墓守は「これは将来あなたたちの身に起こることではなく、既にあなたたちが経験したことだ」と告げ、5人がすでに死んでいることをほのめかす。